# زمستان بی‌انتها
زمستان بی‌انتها یا زمستان ابدی (مجاری: Örök tél) یک فیلم در ژانر درام تاریخی مربوط به پایان جنگ جهانی دوم به کارگردانی آتیلا ساس است که در سال ۲۰۱۷ ساخته شده‌است.

## داستان
دسامبر ۱۹۴۴ در یک روستای شواب در جنوب فرادانوب به نام سِکچو، سربازان اتحاد جماهیر شوروی زنان جوان را برای کاری کوچک، به سه هفته برداشت ذرت می‌برند. وقتی ایرِن (مارینا گرا) که در انتظار همسرش از جبهه است و دیگر زنان خانواده‌هایشان را ترک می‌کنند، نمی‌داند که آنها را به جای چند روز، سالها دور از خانه نگاه خواهندداشت. ایرن در شرایط بیرحمانهٔ کار در اردوگاه با رایموند (شاندرو چانی) آشنا می‌شود، که به او یاد می‌دهد چگونه در آن شرایط دوام آورد. رابطه‌ای خاص و عاطفی بین آن دو شکل می‌گیرد با وجود آنکه هر دو خانواده‌ای در انتظار دارند.
در ‎۱۹۴۴–۱۹۴۵ به فرمان استالین و با اطلاع چرچیل و روزولت ۷۰۰ هزار زن و مرد مجار به اردوگاه‌های کار اجباری در شوروی فرستاد شدند. ۳۰۰ هزار تن از آنان هرگز به خانه‌هایشان بازنگشتند. آنانی که بازگشتند اکیداً از بازگفتن هرآنچه بر آنان رفته بود منع شدند.

## جایزه‌ها
بهترین تله‌فیلم - پریکس اروپا
آتیلا ساس - جشنواره بین‌المللی فیلم مونترآل (۲۰۱۸) برای بهترین کارگردان
مارینا گرا - جایزه امی (۲۰۱۹) برای بهترین بازیگر زن

## توضیحات
1. ↑  تحریف‌شدهٔ بیگاری به مجاری مالنکی روبوت: málenkij robot که برگرفته از маленькая работа روسی به معنی کار کوچک است.
2. ↑  تیتراژ پایانی